# عبدالرضا فریدزاده
عبدالرضا فریدزاده (۱۳۳۱–۱۴۰۳) شاعر ایرانی، نمایشنامه‌نویس، بازیگر و کارگردان تئاتر بود.

## زندگی
فریدزاده در ۱۲ دی ۱۳۳۱ در بروجرد متولد شد و کارش را از دههٔ ۱۳۴۰ با انتشار شعر و داستان شروع کرد. در سال ۱۳۵۵ وارد دانشکده هنرهای دراماتیک شد و تئاترهای گوناگون خیابانی و صحنه‌ای با موضوعات اجتماعی را کارگردانی کرد. پس از انقلاب در تئاتر شهر فعالیت داشت و کتاب‌های متعددی نیز منتشر کرد. او آموزگار بازنشسته و از بنیانگذاران حوزه هنری سازمان تبلیغات اسلامی بود.
او برای کتاب سحرگاه با شیطان در نوزدهمین دورهٔ جایزهٔ کتاب فصل، شایستهٔ تقدیر شناخته شد.

## آثار

### نمایش
- جنگ در طبقه سوم
- شرق بوسه
- روز سیاوش
- رسم عاشقی
- کوچه عاشقی
- خورشید بانو
- خواجه نظام الملک
- کشتار خاموش
- گالری خیابانی
- اطلسی نو بر شندره کهنه شهرزاد قصه‌گو
- مجسمه‌های یخی

### کتاب
- سحرگاه با شیطان
- حیرت‌بازار
- مادر خیانت
- کارگاه تئاتر
- سفر به جنون